# Den første lærer
Den første lærer (russisk: Первый учитель) er en sovjetisk spillefilm fra 1965 af Andrej Kontjalovskij.

## Medvirkende
- Bolot Beyshenaliyev som Djujsjen
- Natalja Arinbasarova som Altynaj
- Idris Nogajbayev som Narmagambet
- Darkul Kuyukova som Koltynaj
- Kirey Zharkimbayev som Kartynbaj